# 총괄제어

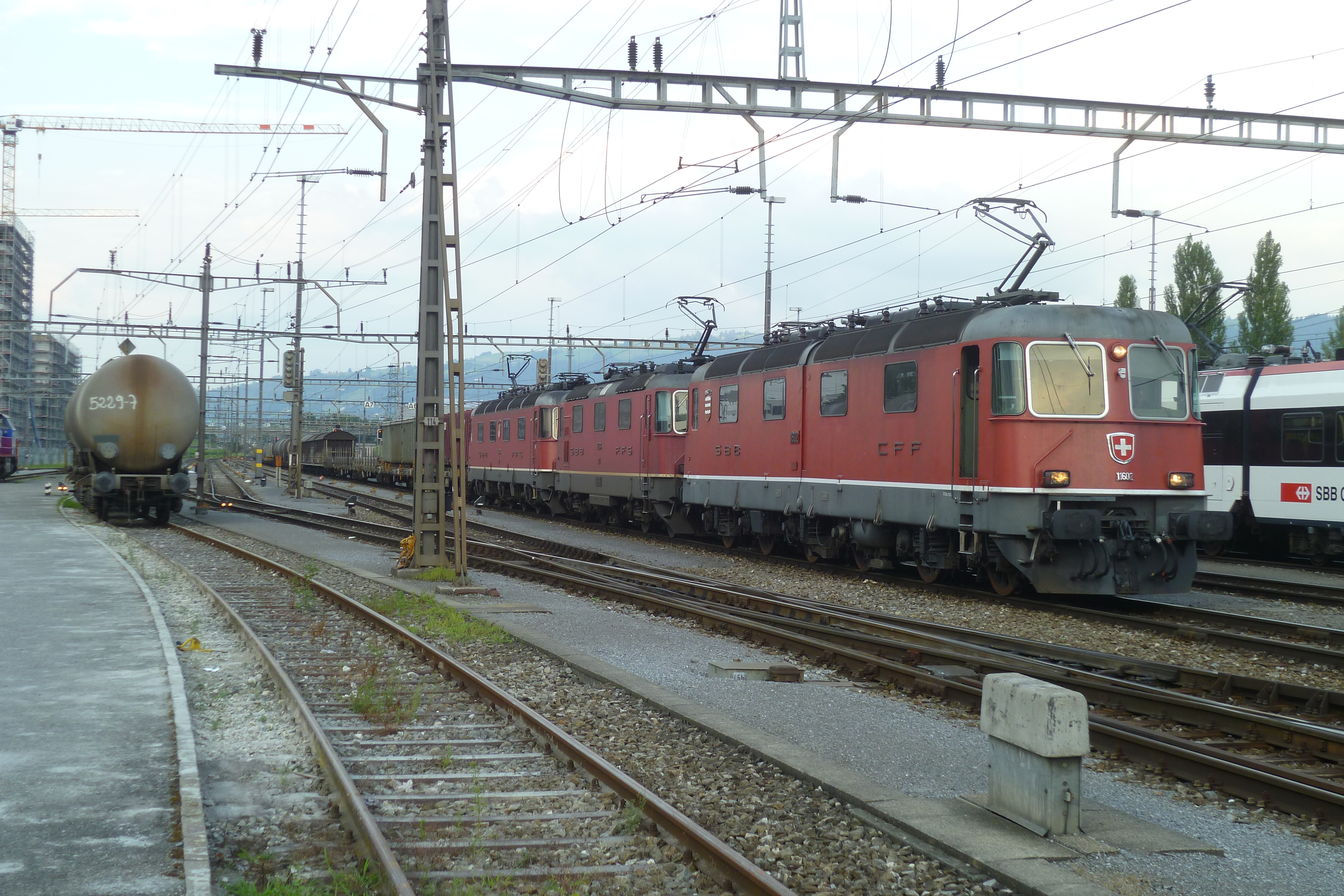

총괄제어(總括制御, Multiple-unit train control)는 각 차량에 설치된 모터를 동시에 제어하는 것을 의미하며, 특히 철도에서 사용되는 동차 또는 기관차를 한 운전대에서 동시에 제어하는 것을 의미한다.

## 개요
과거의 철도차량, 특히 전동차의 경우 그 전동기의 제어를 하기 위해서, 기관사가 직접 저항기의 회로 구성을 주간제어기(主幹制御器)라는 일종의 다단 스위치를 통해서 직접 전환하면서 운전하였다. 즉, 주간제어기의 레버 각도에 따라서 저항기 등의 회로 구성이 바뀌면서, 그 전압이 변동하고, 이것이 전동기의 속도를 결정하는 방식이었다.
그러나 이 방식은 여러 대의 동차를 연결해야 할 경우, 각각의 차량에 기관사 또는 조수가 탑승하여 각 차량의 주간제어기를 지령에 맞추어 조작해야 하는 문제가 존재하였으며, 오작동에 따른 장비의 손상 및 사고의 위험이 상존하게 되었다. 그런 이유로, 한 운전대에서 연결된 전 차량을 통제하는 방식을 고안해야 할 필요가 발생하게 되었다.

## 개발
총괄제어의 개발은 각각의 동차를 여러 량 연결해야 하는 곳에서 필요하였는데, 최초로 사용된 것은 미국 시카고의 고가철도에서였다. 미국인 프랭크 J. 스프래그(Frank Julian Sprague)는 1897년에 총괄제어 개념을 설계하여 고가철도 라인에 적용하였다.
그의 발명은 과거 주간제어기가 직접 회로 연결을 취급하지 않고 회로 구성에 대한 명령만을 전달하도록 전환하고, 직접 저항 회로를 구성하는 것은 주간제어기로부터 명령을 받는 개별 차량에 달린 주 저항기의 장치에 의해 이루어지도록 한 것이었다. 즉, 직접 제어 방식에서 간접 제어 방식으로 전환한 것이다. 이로 인해, 1대 정도의 부수차를 연결하는 정도였던 당시의 전동차는 복수의 동력차를 연결할 수 있게 되어, 그 취급 용량을 비약적으로 증대시킬 수 있게 되었다.

## 발전
총괄제어의 발전은 크게 전동차 계통에서의 발전과, 디젤 기관차 계통에서의 발전으로 구분된다.
우선 전동차 계통에서는 1903년에 제너럴 일렉트릭 사에서 뉴욕 지하철용으로 자동 가속 기능을 첨가한 총괄제어장치가 개발되었다. 과거에는 비록 총괄제어를 수행하긴 했지만, 전동기의 가속을 위해서는 기관사가 순차적으로 노치를 한 단씩 조작해야 했었고, 각 노치의 단 수를 건너뛰어 통제할 경우 가속이 이루어지지 않거나 심지어 회로의 손상을 초래할 수 있었으므로, 노치의 진행을 자동적으로 통제하는 장치가 부속 설치됨으로써 차량의 조작은 한결 더 용이해졌다. 이후, 차량의 장대화와 노선의 고밀도화, 또한 교류 전철화가 진행됨에 따라, 총괄제어는 기술 적용을 위한 기본 전제 기술이 되었다.
한편, 간선철도를 달리는 기관차 계통에서도 1920년대에 이르러 총괄제어의 도입이 이루어졌다. 과거, 증기 기관차 시대에도 중련 운전은 일상화되어 있었지만, 동차의 경우와 유사하게, 각 기관차에 각각 기관사가 승차하여 지령에 맞춰 조작을 했어야 하였으며, 다만 제동장치의 통제에서만 공기제동을 통해서 동시 제어가 이루어지는 정도였다. 그러나 디젤 기관차의 도입과 여기에 따른 총괄제어의 도입은, 이러한 인력 소요와 차량의 통제가능성을 대폭 끌어올리게 되었으며, 이로 인해 과거 존재하였던 초대형 기관차들의 수요를 대폭 절감하게 된다. 특히, 인력 소요의 문제는 과거 미국의 간선 철도에서 심각하였는데, 그 방대한 노선 규모 때문에, 특히 서부 지역의 오지에서는 기관사를 유지하기 위한 노력이 상상을 초월하였기 때문이다.
또한, 총괄제어 기술은 디젤 동차나, 전후동력식 열차, 또는 제어부 객차에 의한 푸시풀 운전을 가능하게 하였으며, 이는 철도의 터미널 역 운영에서 효율성을 제공하고, 입환의 필요를 줄이는 데 기여하였다.

## 같이 보기
- 디젤 기관차
- 공기제동